# Julien Denormandie
Julien Denormandie (ur. 14 sierpnia 1980 w Cahors) – francuski polityk i inżynier, w latach 2017–2018 sekretarz stanu, a od 2018 do 2022 minister.

## Życiorys
Absolwent AgroParisTech z 2000 oraz ENGREF z 2004, szkoły kształcącej inżynierów leśnictwa. Ukończył studia podyplomowe typu MBA. Członek państwowego korpusu IPEF, skupiającego inżynierów branży wodnej i leśnej.
W latach 2010–2012 pracował w ambasadzie Francji w Egipcie, m.in. jako zastępca szefa służb ekonomicznych placówki. Później był doradcą ministrów Pierre'a Moscoviciego i Nicole Bricq. W latach 2014–2016 zajmował stanowisko wicedyrektora gabinetu ministra Emmanuela Macrona. Przystąpił do tworzonego przez tegoż ruchu politycznego En Marche!, obejmując w nim funkcję zastępcy sekretarza generalnego.
W czerwcu 2017 dołączył do drugiego rządu Édouarda Philippe’a jako sekretarz stanu przy ministrze spójności terytorialnej. Podczas rekonstrukcji z października 2018 awansował na stanowisko ministra przy ministrze spójności terytorialnej do spraw obszarów miejskich i mieszkalnictwa. W lipcu 2020 został ministrem rolnictwa i żywności w gabinecie Jeana Castex. Urząd ten sprawował do maja 2022.